# Кфар-Сиркин
Кфар-Сиркин, Кефар-Сиркин (ивр. כפר סירקין‎) — мошав в центральной части Израиля вблизи от Петах-Тиквы, административно принадлежащий к региональному совету Дром-ха-Шарон. Кфар-Сиркин, основанный в 1936 году, служил аванпостом еврейских сил в ходе арабского восстания 1936—1939 годов, а затем Войны за независимость Израиля.

## География
Кфар-Сиркин расположен в Центральном округе Израиля к востоку от Петах-Тиквы и входит в региональный совет Дром-ха-Шарон. На западе Кфар-Сиркин граничит с районами Петах-Тиквы Шикун-Бейлинсон и Амишав, к северу от него располагается военная база. Через восточные сельскохозяйственные земли мошава проходят Трансизраильское шоссе и железная дорога, с юга принадлежащую ему территорию огибает шоссе 471 (Маккабит).
Общая площадь мошава, примерно поровну разделённая между жилыми районами и сельскохозяйственными землями, составляет около 2000 дунамов (2 км²).

## История
Земли к востоку от Петах-Тиквы, на которых в настоящее время располагается Кфар-Сиркин, были приобретены у арабов из деревни Фиджа в 1934 году. Основателями мошава стали давно проживавшие в Палестине еврейские промышленные и сельскохозяйственные рабочие, к которым присоединилась также группа репатриантов из Германии. Заселение земель началось в апреле 1936 года.
Уже в июне 1934 года началась борьба за имя нового населённого пункта. Его основатели хотели дать ему имя Кфар-Сиркин в честь одного из основателей сионистского сельскохозяйственного движения Нахмана Сыркина. Однако комиссия по именам, действовавшая при еврейском ишуве, возражала против этого, указывая, что имя Кфар-Нахман планируется дать другому населённому пункту вблизи Раананы. Переговоры шли более двух лет, и решающим аргументом в пользу выбора имени Кфар-Сиркин стал тот факт, что второе поселение создаётся ревизионистами и, следовательно, к социалисту Сыркину его название отношения не имеет.
С первых лет существования Кфар-Сиркин служил опорным пунктом еврейских войск в ходе арабского восстания 1936—1939 годов. Организация «Хагана» также использовала его, чтобы прятать запрещённое законом оружие. Роль восточного аванпоста между Петах-Тиквой и гористыми районами с враждебным арабским населением мошав продолжал выполнять вплоть до Войны за независимость Израиля. Однако одновременно Кфар-Сиркин развивался и как гражданский населённый пункт: уже на Хануку 1936 года на территории мошава открылась синагога, а в 1937 году — хозяйственно-продуктовый магазин и поликлиника. С первых лет существования поселения в нём работала школа, хотя занятия проводились для всех возрастов одновременно из-за малого количества учеников.
Во время Второй мировой войны рядом с мошавом британские власти, опасавшиеся успешного продвижения немецких войск в Северной Африке, построили большой аэродром. После получения Израилем независимости аэродром получил название «Сде-Алон» в честь Мордехая Алона — командира первой боевой эскадрильи ВВС Израиля, разбившегося при посадке в 1948 году. С 1950 по 1954 год в Кфар-Сиркине размещалась лётная школа ВВС Израиля.
В послевоенные годы население Кфар-Сиркина росло, достигнув 570 человек в 1968 году и 931 человека в 2002 году. В 1982 году получила постоянное помещение младшая школа, а на следующий год начали работу клуб и архив.

## Население
По данным Центрального статистического бюро Израиля, население на начало 2020 года составляло 1 502 человека.
В 2017 году население мошава составляло более 1400 человек. По данным переписи населения 2008 года, в Кфар-Сиркине проживали порядка 1,1 тысячи человек. Медианный возраст жителей составлял 33 года (32 среди женщин и 34 среди мужчин), около 30 % населения составляли дети и подростки в возрасте до 17 лет включительно, 11 % — люди пенсионного возраста (65 лет и старше). Абсолютное большинство жителей — евреи, 89 % уроженцы Израиля, а 2/3 остальных прибыли в страну до 1960 года. За 5 лет, предшествующих переписи населения, в мошав переехали 22 % его взрослых жителей.
В 2008 году 60 % населения в возрасте от 15 лет и старше состояли в браке (медианный возраст вступления в брак — 25 лет). В среднем на замужнюю женщину приходилось двое детей, средний размер домохозяйства составлял 3,1 человека (более половины домохозяйств состояли из 2-3 человек, ещё более трети — из 4-5). 36 % жителей имели высшее образование (бакалавр и выше).

## Экономика
Основными отраслями сельского хозяйства в мошаве Кфар-Сиркин являются садоводство (в том числе выращивание цитрусовых культур) и овощеводство. В рамках мошава действует сельскохозяйственный кооператив, объединяющий чуть более 50 семей.
В 2008 году 65,7 % жителей мошава в возрасте 15 лет и старше были частью трудоспособного населения страны. Более 98 % из их числа были трудоустроены, преимущественно как наёмные работники. 14 % трудоустроенного населения было занято в промышленности, 31 % в торговле и других сферах предпринимательства, около 20 % в области образования, здравоохранения и социальных услуг.
По данным на 2008 году, в 90 % домохозяйств имелся персональный компьютер и как минимум один автомобиль (в 57 % домохозяйств — два или больше). В среднем на домохозяйство приходилось 2,4 сотового телефона. На одного члена домохозяйства в среднем приходилось 0,8 комнаты в доме или квартире.